# 尾奈駅
尾奈駅（おなえき）は、静岡県浜松市浜名区三ヶ日町下尾奈にある、天竜浜名湖鉄道天竜浜名湖線の駅である。浜松市最西端の駅である。「湖面すれすれ 三ケ日温泉リステル」の副駅名がある。

## 歴史
- 1936年（昭和11年）12月1日：鉄道省二俣西線（後の二俣線）新所原駅 - 三ヶ日駅間開通時に開設[1]。
- 1962年（昭和37年）8月21日：貨物取扱廃止[1]。
- 1970年（昭和45年）6月1日：荷物扱い廃止[2]。同時に無人駅化[3]。
- 1987年（昭和62年）3月15日：二俣線が天竜浜名湖鉄道へ転換、同社の駅となる[1]。
- 2022年（令和4年）8月26日：ホテル「リステル浜名湖」を運営する長治観光が駅名ネーミングライツを取得、副駅名を冠した「尾奈（湖面すれすれ 三ケ日温泉リステル）駅」とすることを発表。期間は同日 - 2025年3月31日まで。

## 駅構造
築堤上に単式ホーム1面1線を有する高架駅。
無人駅。駅舎は階段を上がった2Fが待合室となっている。
トイレは、大きな魚籠から浜名湖特産のウナギが顔を出していると言うユニークな建物である。

## 利用状況
近年の1日平均乗車人員の推移は以下の通り。
| 乗車人員推移 | 乗車人員推移    |
| 年度         | 1日平均乗車人員 |
| ------------ | --------------- |
| 2008         | 62              |
| 2009         | 49              |
| 2010         | 44              |
| 2011         | 53              |
| 2012         | 57              |
| 2013         | 62              |
| 2014         | 62              |
| 2015         | 47              |
| 2016         | 56              |
| 2017         | 45              |
| 2018         | 35              |

## 駅周辺
- 国道301号
- 三ヶ日下尾奈簡易郵便局
- 浜松市三ヶ日地域バス（三ヶ日オレンジふれあいバス） 南線「尾奈」停留所：総合福祉センター行（循環）

## 隣の駅
天竜浜名湖鉄道
■天竜浜名湖線
奥浜名湖駅 - 尾奈駅 - 知波田駅